# Aint
aint（エイント）は、日本の5人組ロックバンドである。福岡県出身。RX-RECORDS所属。

## メンバー
- ニシダコウキ
  - ボーカル・ギター担当。
- usako
  - ギター・ボーカル担当。
- もっちゃん
  - ドラム担当。

## 来歴
2015年
7月11日、福岡県久留米市にてバンド結成。
2017年
UK.PROJECTが開催するオーディション"Evolution！Generation！Situation！Vol.2 supported by Eggs"でグランプリを獲得。
2018年
6月13日、BIGMAMAの金井政人がプロデュースした楽曲が収録されたシングル「Moondrop/明日が来るまで」をRX-RECORDSよりタワーレコード限定発売。
6月17日 - 7月16日、「月灯りと廻るツアー」と題した全国ツアーを開催。
8月22日、初の全国流通である1stミニアルバム「灯」リリース。
10月、全国ツアー「『灯』リリースツアー "Light the light tour"」を開催予定。

## ミュージックビデオ
- 「アカシ」
- 「Moondrop 」
- 「Alnitia」